# スリットダム

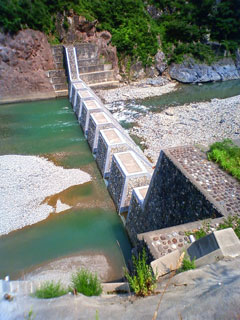
新潟県糸魚川市姫川本流のスリットダム

スリットダムは、砂防堰堤の型式のひとつで、通水部にくし（櫛）状のスリットや、鋼管の格子状構造物を設けたもの。主に土石流や流木対策として、砂防ダムや治山ダムの構造として用いられる。
設置に際しては、新設するほかに、従来の不透過型の砂防ダムをダイヤモンドワイヤーソーで切断してスリットを設ける方法がある。

## メリット

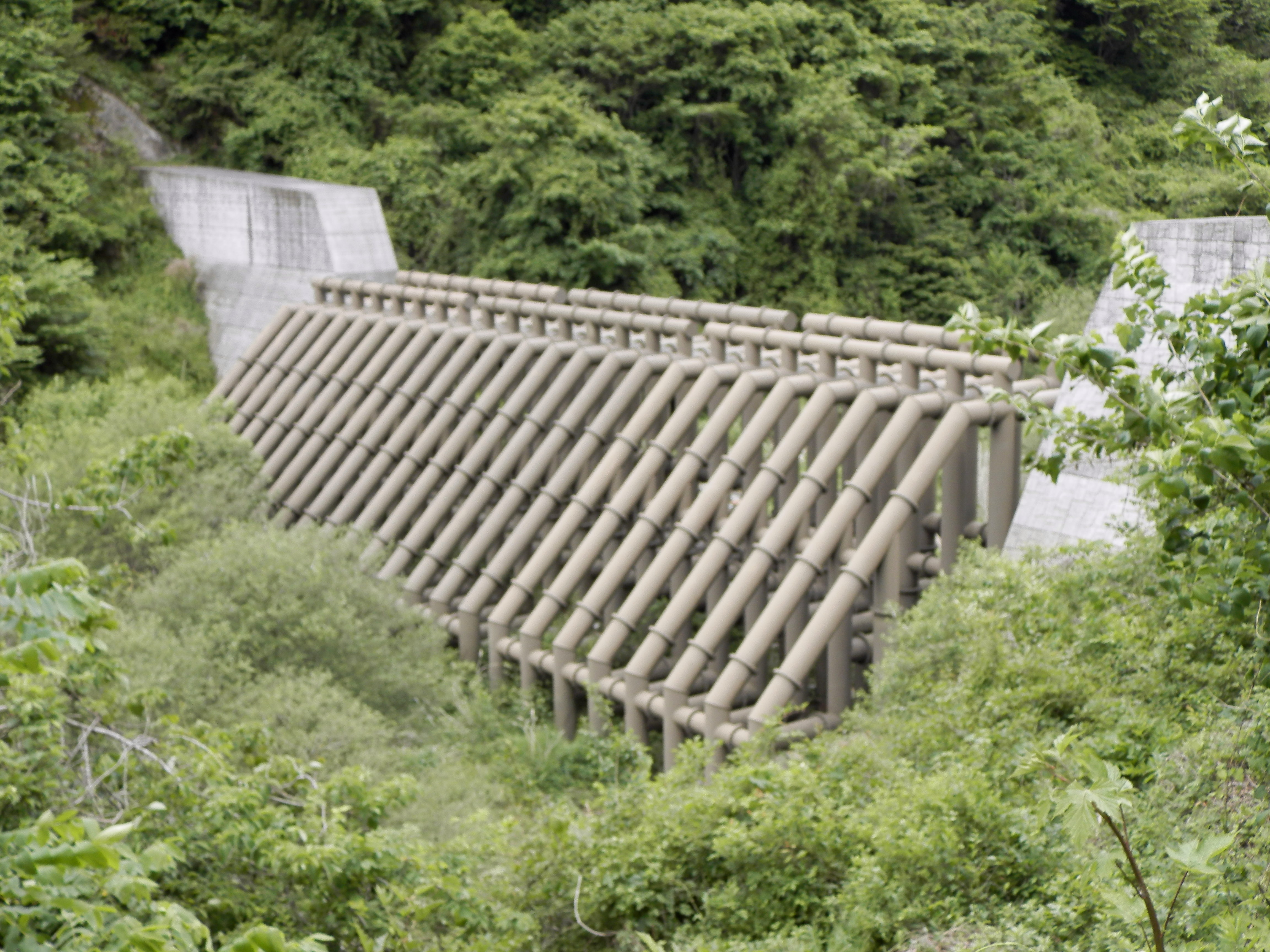
長野県上田市神川水系支流のスリットダム

- 閉塞していない時期には、動物や魚類の行動範囲を阻害しないことから環境に優しいダムである一方、土石流発生時には岩塊や流木がスリットを塞ぎ、堰上げ効果により一般の砂防ダムと同じ機能を果たす。鋼管の場合は、土砂の隙間から水が抜けることで流木がダムの上を超えて流下するのを防ぐことができる。
- 土砂で閉塞した後も、長期的な視野で見れば、徐々に土砂や流木が抜け元へ戻ることからメンテナンスは不要であるとも言える（次期出水に備えて撤去されることもある）。小さな土砂が抜けることで下流の川底が守られる効果もある。
- ただし、近年では維持管理による空き容量の確保も土砂管理上重要であると考えられるようになったため土石流および流木捕捉後にこれを放置することは少ない。不透過型の砂防えん堤においても地すべり防止工としての砂防えん堤を除くと、維持管理を行って常時空き容量を確保することも多い。

## 注意点
土砂流出によりスリット部が閉塞した直後に液状化が生じ、一気に土砂が抜け出ることがある。このため、民家や道路など、人命や公共施設に大きな影響が生じる恐れの場所の直上流では、建設を避けることが一般的である。